# وزارة الداخلية (قطر)
تم تشكيل النواة الأولى للشرطة النظامية في قطر بتاريخ 10/09/1949 م، واختصت آنذاك بتوفير الأمن والحماية للمواطنين وحفظ النظام بتسيير دوريات متحركة والقيام بمهمة الحراسات الثابتة على الأماكن الحيوية في العاصمة، وتنظيم حركة المرور، وفي عام 1970 م صدر القانون رقم (5) لسنة 1970 م بتحديد اختصاصات الوزارات والأجهزة الحكومية الأخرى في الدولة.
وباشرت وزارة الداخلية منذ ذلك الوقت اختصاصاتها ومهامها بتوفير الطمأنينة والأمن وتنظيم قوات الشرطة بما يضمن صيانة امن الوطن والمحافظة على سلامة وامن المواطنين والمقيمين واتخاذ كافة الوسائل اللازمة لمنع وقوع الجرائم والعمل على كشف مايقع منها بالإضافة إلى معالجة الشئون المتعلقة بالجنسية وإصدار وثائق السفر وتنظيم دخول وإقامة للأجانب في البلاد وتنظيم السجون. وبذلت وزارة الداخلية من ذلك الوقت جهوداً مقدرة ومتواصلة استطاعت من خلالها بناء أجهزة أمنية قادرة ومتطورة اثبتت جدارتها وقدرتها على تحمل المسئولية وتحقيق الأمان المنشود وحماية المجتمع.
ومواكبة للنهضة الشاملة التي تشهدها دولة قطر بقيادة حضرة صاحب السمو الشيخ / تميم بن حمد آل ثاني أمير البلاد المفدى وسمو الأمير الوالد الشيخ / حمد بن خليفة آل ثاني يتنامى دور وزارة الداخلية والإدارات التابعة لها في حفظ الأمن والاستقرار لتحقيق متطلبات التنمية والنهضة الشاملة في البلاد.
وحققت وزارة الداخلية خلال السنوات القليلة الماضية العديد من النجاحات والانجازات من خلال خطط التطوير والتحديث المعتمد على توفير الإمكانيات البشرية والفنية من خلال توفير الأجهزة والمعدات النفسية والتوسع في تطوير الخدمات المقدمة للجمهور وفق خطط إستراتيجية أمنية فعالة تستوعب متطلبات الحاضر والمستقبل قائمة على روح التعاون والمبادرة وتفعيل الشراكة المجتمعية بين الأجهزة الشرطية والمجتمع أفرادا وهيئات ومؤسسات لتحقيق مفهوم المسئولية المشتركة في توفير المزيد من الأمن والاستقرار في المجتمع.
أصدر حضرة صاحب السمو الشيخ تميم بن حمد آل ثاني أمير البلاد المفدى القرار الأميري رقم (24) لسنة 2023 بتعيين سعادة الشيخ/ خليفة بن حمد بن خليفة آل ثاني وزيرا للداخلية وقائداً لقوة الأمن الداخلي (لخويا).

## معلومات عامة

### تأسيس الشرطة القطرية
تم تأسيس قوة الشرطة القطرية بشكل نظامي في عام 1949, وفي نهاية عام 1950 تأست النواة الأولى لأقسام الشرطة حيث تم تحديد أربعة أقسام ذات نطاق جغرافي على النحو التالي:
1. قسم الدوحة
2. قسم مسيعيد
3. قسم دخان
4. قسم القيادة القسمية

في 1954م صدر مرسوم حركة المرور في قطر، ثم في عام التالي تم إنشاء النواة الأولى لقسم شرطة الإطفائية وكان يضم عدد (6) جيب وسيارة صهريج ماء سعة (800) جالون. وفي عام 1963 صدر قانون لتنظيم دخول وإقامة الأجانب في قطر.
في عام 1965 صدر قانون بشأن صدور البطاقات الشخصية للمواطنين والمقيمين ممن تزيد أعمارهم على ستة عشرة عاماً. وفي 1970 صدر قانون والذي بموجبه تم تحديد الوزارات بعشر وزارات، وجاء وزارت الداخلية بالترتيب الثالث لتلك الوزارات وبذلك أصبحت وزارة الداخلية تختص بتوفير الأمن والطمأنينة للمواطنين والمقيمين، والعمل على التزامهم بالنظام العام واحترامهم له، وتنظيم قوة الشرطة بما يضمن صيانة أمن الوطن من الداخل والمحافظة على سلامة وأمن المقيمين فيها، واتخاذ كافة الوسائل اللازمة لمنع وقوع الجرائم.

### تنظيم قوة الشرطة (1972-1989)
صدر المرسوم الأميري في 1972م بتعيين اللواء حمد بن خليفة آل ثاني قائداً عاماً للقوات المسلحة، وتعيين الشيخ خالد بن حمد آل ثاني وكيلاً لوزارة الداخلية، وشغل هذا المنصب حتى صدور الأمر الأميري حيث عين وزيراً للداخلية. كما صدر المرسوم الأميري بتعيين قائداً لقوات الشرطة في تلك السنة.
تم إنشاء قسم للبعثات بقيادة الشرطة في عام 1974 وقد بدأ بإيفاد عدد من الضباط والرتب الأخرى للدراسة وتلقى دورات تدريبية في مجالات الشرطة المختلفة. وفي تلك السنة انضمت دولة قطر لعضوية المنظمة الدولية للشرطة الجنائية (الإنتربول) وأنشئ المركز الوطني للانتربول، كما أصبحت دولة قطر عضواً في مجلس وزراء الداخلية العرب.
في 1975 أنشئ قسم العلاقات العامة بقيادة الشرطة ليكون حلقة الوصل إعلامياً بين الشرطة والجمهور. وشاركت دولة قطر في أول مؤتمر لوزراء الداخلية العرب بالقاهرة في سبتمبر 1977 بوفد برئاسة وزير الداخلية.
انتقلت وزارة الداخلية من المبنى الواقع على شارع عبد الله بن جاسم بمنطقة الجسرة إلى المبنى الجديد بمنطقة البدع في عام 1980, وانتقلت قيادة الشرطة من داخل مبنى القيادة العامة بالرميلة إلى المبنى الجديد لوزارة الداخلية.
وفي 3/4/1984 بث قسم العلاقات العامة أول حلقة من برنامج (الشرطة معك) عبر تلفزيون قطر، كما أصدرت العلاقات العامة العدد الأول من مجلة (الشرطة معك) في 26/6/ 1989.

### هيكلة وتنظيم
في عام 1989 صدر الأمر الأميري بإعادة تشكيل مجلس الوزراء حيث عين الشيخ عبد الله بن خليفة آل ثاني وزيراً للداخلية، وشغل هذا المنصب حتى عام 2001.
وفي 30/10/1996 صدر الأمر الأميري بتشكيل مجلس الوزراء حيث عين الشيخ عبد الله بن خالد آل ثاني، وزيراً للدولة للشؤون الداخلية.
فيما صدر الأمر الأميري بتعديل تشكيل مجلس الوزراء بتاريخ 2/1/2001 وتعيين سعادة الشيخ عبد الله بن خالد آل ثاني وزيراً للداخلية، وسعادة الشيخ حمد بن ناصر بن جاسم آل ثاني وزيراً للدولة للشؤون الداخلية.

### تحديث هيكل الوزارة مواكبة للتطور
في 15/2/2005 صدر الأمر الأميري بتعديل تشكيل مجلس الوزراء حيث عين بموجبه الشيخ عبد الله بن ناصر بن خليفة آل ثاني وزيراً للدولة للشؤون الداخلية وعضواً بمجلس الوزراء.
عيّن رئيسا لمجلس الوزراء ووزيرا للداخلية بتاريخ 26/6/2013م. 
بتاريخ (24/6/2014) أصدر معالي الشيخ عبد الله بن ناصر بن خليفة آل ثاني رئيس مجلس الوزراء وزير الداخلية قرارات متعلقة بتحديث الهيكل التنظيمي لوزارة الداخلية، والتي تم بموجبها ضم عدد من الإدارات تحت مسمى (إدارة عامة) لتصبح (9) إدارات هي:
- الإدارة العامة للأمن العام.
- الإدارة العامة للشئون القانونية.
- الإدارة العامة للجنسية والمنافذ وشئون الوافدين.
- الإدارة العامة لأمن السواحل والحدود.
- الإدارة العامة للدفاع المدني.
- الإدارة العامة للمباحث الجنائية
- الإدارة العامة للمرور.
- الإدارة العامة لنظم المعلومات.
- الإدارة العامة للإمداد والتجهيز.

كما تم استحداث إدارتين هما (إدارة الشرطة المجتمعية وإدارة التفتيش والرقابة).

## الإدارات الأمنية التابعة لوزارة الداخلية

### الإدارة العامة لنظم المعلومات
تعني الإدارة بتطوير تكنولوجيا المعلومات بالوزارة، وكان الهدف من انشائها هو تطوير تكنولوجيا المعلومات بالوزارة لمراقبة التطوير الذي يحدث في هذا المجال، ووضع الخطوط لتنفيذ مشاريع، وقامت الإدارة منذ انشائها بتنفيذ العديد من المشاريع الهامة مثل الاجهزة والبرمجيات الخاصة بإصدار البطاقات للمواطنين والمقيمين واصدار رخص القيادة، إلى جانب تطبيقات على راسها (مطراش 1، ومطراش 2) ونجم الجغرافي إلى جانب العديد من النظم والبرامج المتخصصة.
وتختص الإدارة بالإشـراف على شبكات الحاسبات في الإدارات والأقســام سواء ما يتعلق بالتركيب أو الـربط مع بقية الشبكـات، ووضـع الخطة الإستـراتيجية لاستخدام تكنولوجيا المعلومات حسـب الأهداف الموضوعة من قبل الوزارة، إلى جانب دراسـة نظم العمل القائمة مع الإدارات المختلفة بهدف تطويرها وربطها ببعضها للوصول إلى التكامل والتـرابط بين الإدارات، واختبار أجهزة الحاسب الآلي والبرمجيات الجاهزة بما يحقق الأداء العـالي والاقتصاد في التكلفة والتماثـل في الاستخدام بين الإدارات، التي تعيين العمل الإلكتروني لتحقيق رؤية واستراتيجية الوزارة الرامية لتحقيق (عمل بدون ورق) خلال العام (2015) في كافة ادارات الوزارة، حيث يتم الاستعاضة عن العمل الورقي بتلك الانظمة إلكترونية حديثة يساهم هذا الامر في الحفاظ على البيئة.

### الإدارة العامة للجوازات[5]
تم إنشائها في أوائل الخمسينات تحت مسمي (دائرة الجوازات)، واكبت التطور الذي شهدته الدولة في كافة المجالات حيث تم تعديل اختصاصها عدة مرات لتواكب التحديث المستمر كان اخرها في سنة (2016)م حيث صدر قرار من معالى الشيخ عبد الله بن ناصر بن خليفة آل ثاني رئيس مجلس الوزراء، وزير الداخلية رقم (54) بإعادة تنظيم هيكل الإدارة العامة للجوازات وتوزيع اختصاصاتها وسميت (الإدارة العامة للجوازات).
وتختص الإدارة بالاتي:-
- تنفيذ أحكام القوانين واللوائح والقرارات والتعليمات الخاصة بدخول وخروج الوافدين وكفالتهم وإقامتهم، وذلك في حدود ما يلي وزارة الداخلية من اختصاص.
- تنفيذ أحكام الاتفاقيات الدولية والإقليمية والثنائية الخاصة بدخول وخروج غير القطريين، ذات العلاقة بمجالات عملها.
- اقتراح التشريعات والخطط اللازمة لتطوير العمل، بما يحقق الصالح العام.
- إعداد الدراسات والإحصاءات والتقارير الخاصة بشئون الوافدين، وغيره من المجالات ذات الصلة، واقتراح التوصيات المناسبة.
- إبداء الرأي والمقترحات في المسائل المتعلقة بدخول وخروج الوافدين وإقامتهم وكفالتهم.

وتعتبر الإدارة العامة للجوازات إدارة ذات طبيعة إجرائية حيث تتولى كافة الشؤون المتعلقة بمسائل الجنسية القطرية وجوازات وبطاقات المواطنين داخل البلاد وخارجها عن طريق السفارات والقنصليات ويرتكز عملها على القوانين واللوائح المنظمة لمجال اختصاصها، وقد شهدت السنوات القليلة الماضية تطورا كبيرا وهائلا في مجال إصدار المستندات والوثائق إذ تغّير نمط العمل في الإدارة من يدوي إلى الكتروني مما ساهم في تغيير شكل ومحتوى المستندات (الجوازات، البطاقة الشخصية، وثيقة السفر).
تختص الإدارة العامة للجوازات بالعديد من المهام المتعلقة بتنفيذ الاحكام الخاصة بقانون الجنسية والجوازات والبطاقات القطرية وان جميع هذه الخدمات التي تقدمها الإدارة تتم مباشرة للجمهور بمقرها الرئيسي أو من خلال المراكز الخارجية التابعة لها في جميع مناطق الدولة. بالإضافة إلى توفر جميع النماذج الخاصة بهذه الاجراءات على موقع الإدارة بشبكة الإنترنت.
تقـدم الإدارة للجمهـور (مـواطنين- مـواطني دول مجلـس التعـاون) خدماتـها في مقـر الإدارة الرئيسي بالغـرافـة بالإضافـة إلى مـراكـز الخـدمات المنتشرة في شتى مناطق الدولة
1. الجواز القطري
2. البطاقة الشخصية القطرية للمواطنين القطريين
3. المستندات المطلوبة لمواطني مجلس التعاون الخليجي[6]
4. خدمة آمر.
5. خدمة كبار السن وذوي الاحتياجات الخاصة.

كما تقدم الإدارة العديد من الخدمات على أرض الدولة عبر مراكز الخدمات المنتشرة في كافة المناطق داخل الدوحة وخارجها تشرف عليها إدارة الخدمات الموحدة، حيث روعى في تلك المراكز توزيعها جغرافيا وبصورة مدروسة حسب التوزيع السكاني وحاجة كل منطقة وذلك لتقديم خدماتها للجمهور بكل يسر وسهولة دون اعتماد الجمهور على المركز الرئيسي في تقديم الخدمة. ومن أبرز الخدمات التي تقدمها تلك المراكز هي:-
- إصدار سمات الدخول بمختلف أنواعها، وفقاً للقوانين والقرارات واللوائح والتعليمات المنظمة لذلك.
- إصدار وتجديد ونقل وتعديل وإلغاء الإقامات، وفقاً للقوانين والقرارات واللوائح والتعليمات المنظمة لذلك.

	* إصدار البطاقات الشخصية والأرقام الشخصية للوافدين، وكذلك أرقام المنشآت.
	* إصدار تصاريح السفر للمواطنين ولأبنائهم القُصر وزوجاتهم، وكذلك للوافدين.
- إصدار وإعادة إصدار جوازات ووثائق السفر والبطاقات الشخصية للمواطنين.
- التقاط الأنماط الحيوية للمواطنين والمقيمين (بصمة العين، صورة الوجه، بصمة الأصابع).

### الإدارة العامة للشؤون القانونية
جاء إنشائها تطبيقا لما ورد في دستور دولة قطر من تكريس لمبادئ العدل والإحسان والحرية والمساواة ومكارم الاخلاق، وتعزيزاً لحقوق الإنسان في مجالات عمل وزارة الداخلية الرامية لحفظ النظام، وحماية ساحة القانون، ومكافحة الجريمة، وأداء مختلف الخدمات الإنسانية والاجتماعية للجمهور (مواطنين أو مقيمين) دونما تمييز.
تتوزع اختصاصات الإدارة العامة لشؤون القانونية التي وردت في المادة الثانية من قرار بإنشائها على المحاور التالية:
1. المحور الخدمي
2. المحور القانوني
3. المحور الرقابي
4. المحور التوعوي الوقائي

### الإدارة العامة للدفاع المدني

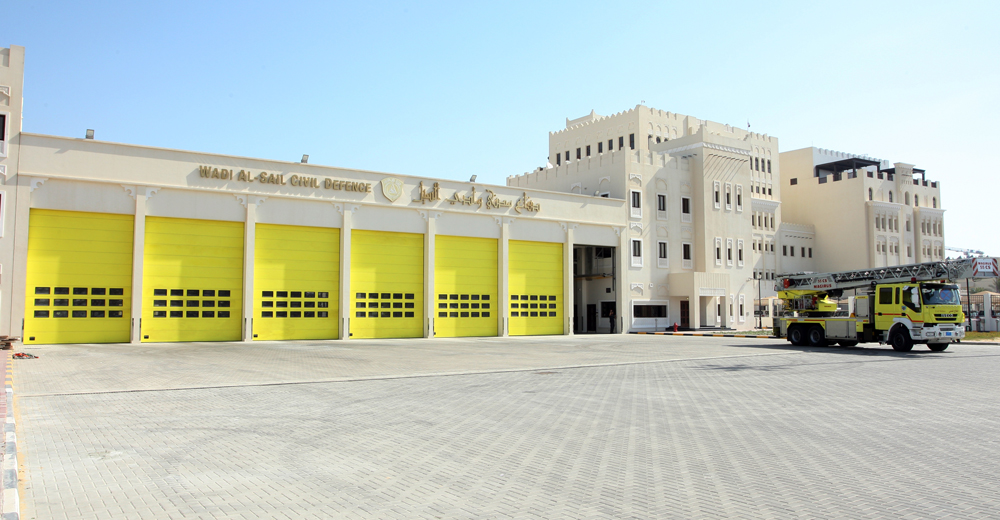
الإدارة العامة للدفاع المدني

تم تأسيس أول قسم لشرطة الاطفائيــة في عام (1955)م وكان وقتها متواضعاً نسبياً في عدد أفراده وكـذلك المعدات والآليات، ومع تطـور البلاد واتساع النهضة العمرانيـة وزيادة حجم المنشآت أصبح من الضروري زيادة الإمكانيات ووسائل المكافحة وذلك لمواكبة هذه النهضة. حيث تم تغير مسمى القسـم من قسم شرطـة الإطفائيـة إلى (إدارة الدفاع المدني) ليتحول اخيرا إلى (الإدارة العامة للدفاع المدني) وذلك في العام (2005) بموجب قـرار وزير الدولة للشؤون الداخلية واعتماد هيكلهــا التنظيمي لتواكب هذه النهضـة الواضحة والسريعة.
من أبرز اختصاصات الإدارة، تنفيذ احكام قانون الدفاع المدني والقرارات المنفذة له، والتدخل الفوري عند وقوع الحوادث والكوارث للتقليل من خسائرها البشرية والمادية بالتنسيق مع الجهات الأخرى، اتخاذ الإجراءات المناسبة لمواجهة الكوارث والأخطـار والعمل على تلافي أخطارها والحـد من وقوعها، إلى جانب التـأكد من إتباع وسائل الأمن الصناعي في كافة المنشآت والمرافق العامة، وتطبيق تدابير الـوقاية من أخطار الحريق وغيرها، وضبط المخالفين، وإعـداد وتنفيذ كل ما يلزم من إجراءات أخرى تهدف إلى تحقيق السلامة وتجنب الكـوارث وإزالة آثارها في حالة وقوعها. كما تقدم الإدارة العديد من الخدمات أبرزها:-
- التغطيـة الأمنية.
- التمارين الوهمية والإخلاء.
- الدورات التدريبية والمحاضرات.
- التراخيص التجارية.
- المخططات الهندسية.
- تجديد بطاقة العاملين (غاز / وقود).
- المواد الخطرة.

```
شهدت الفترة الماضية توسع الإدارة في افتتاح العديد من مراكز الدفاع المدني داخل الدوحة وخارجها حيث تم مراعاة الزيادة السكانية في الدولة والتطور المستقبلي للمناطق الجغرافية المختلفة، حيث تم تجهيز تلك المراكز باحدث المركبات والاليات التي تعين عملها الوقائي وجهودها في مجال مكافحة الحرائق والرقابة على المنشأة المختلفة.
```

### الإدارة العامة للمرور

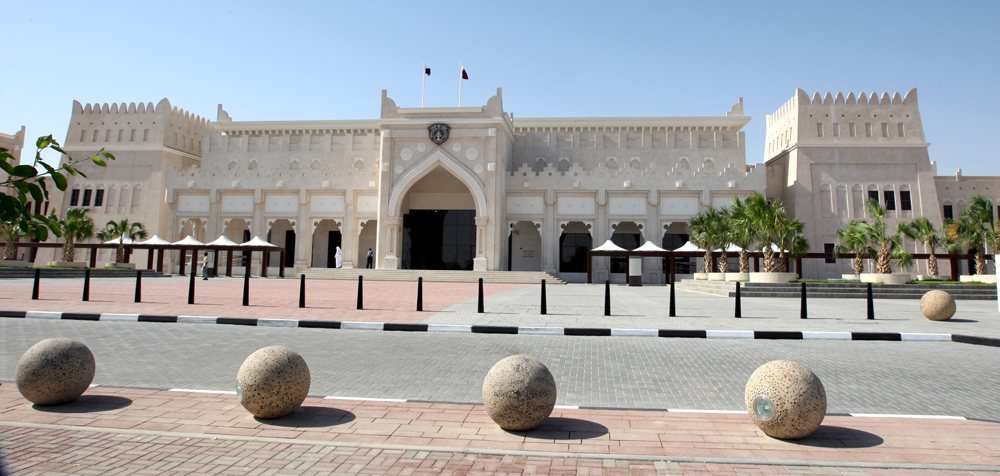
الادارة العامة للمرور

شهد العام (1968) صدور قانون المرور رقم (17) وذلك بشأن تنظيم قواعد وآداب المرور لمواجهة تلك المرحلة التي بدأت فيها ملامح التطور في الدولة وزيادة في عدد المركبات والرخص المصروفة وكذلك الكثافة السكانية في الدولة. ونسبة للتطوير الكبير الذي شهدته الدولة والتطوير والنمو الاقتصادي فقد تم تعديل القانون عدة مرات كان اخرها في العام (2007) وذلك للاستجابة لمتطلبات النهضة الشاملة التي تشهدها دولة قطر في كافة المجالات.
من أبرز اختصاصات الإدارة:-
- تنفيذ أحكام قانون المرور ولائحته التنفيذية والقرارات الوزارية المنفذة له .
- تنظيم وتسيير الدوريات المرورية، وتنظيم حركة المرور، ومراقبة الطرق، بما يضمن انسيابية الحركة المرورية ومرافقة المواكب الرسمية وذلك بالتنسيق مع الجهات المعنية ذات الصلة.
- تنسيق وترخيص المركبات وتجديدها، والتأكد من مطابقتها لمعايير وشروط الأمن والسلامة ..
- إصدار تراخيص مدارس تعليم السياقة وشركات ومكاتب تأجير المركبات، ومعارض بيع وشراء المركبات الميكانيكية، ومحلات تزيين المركبات وورش إصلاح المركبات الميكانيكية ..

	* إصدار تراخيص السوق بكافة أصنافها وتجديدها ..
- نشر الوعي المروري وإثراء ثقافة أفراد المجتمع بالمعلومات والإرشادات المرورية التي تجنبهم مخالفة أحكام القانون، وذلك بالتنسيق مع الجهات المعنية ذات الصلة.

### إدارة التخطيط الاستراتيجي

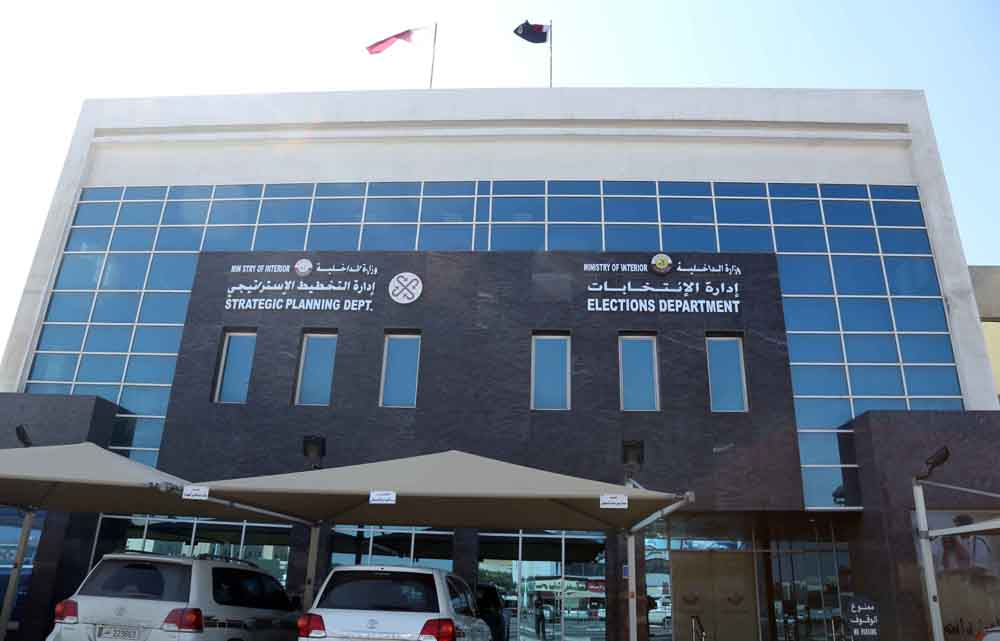
إدارة التخطيط الاستراتيجي

انطلاقاً من اهتمام وزارة الداخلية بتطبيق إستراتيجيتها بطريقة تتميز بالكفاءة والفعالية، أصدر سعادة وزير الدولة للشئون الداخلية القرار رقم (8) لسنة 2011م بتعديل مسمى إدارة الجودة الشاملة واختصاصاتها وهيكلها التنظيمي الصادر في 17يناير 2011م. كإحدى إدارات وزارة الداخلية وهي منوطة بالتنفيذ والتخطيط لهذه الإستراتيجية، ومتابعتها وتعديل مسارها وفقا للتطورات المستقبلية، ووفق اختصاصات الإدارة، لتكوين قاعدة قوية للعمل وفق نظام مؤسسي راسخ.
ومن أبرز اختصاصات الإدارة:-
- متابعة تنفيذ إستراتيجية وزارة الداخلية .
- وضع القواعد الأساسية لإعداد الخطط التشغيلية للإدارات ومراجعتها بالتنسيق مع الإدارات واللجان وفرق العمل المعنية .
- تحديد البرامج والمشاريع اللازمة لتنفيذ الإستراتيجية بالتنسيق مع الإدارات المعنية مع متابعة تنفيذ التزامات الوزارة تجاه إستراتيجية التنمية الوطنية للدولة .
- نشر ثقافة مفهوم العمل الاستراتيجي لدى الإدارات بالوزارة .
- تقديم الاستشارات الفنية لتطبيق متطلبات معايير الجودة الدولية وتحقيق التوافق بينها وبين نظم العمل بإدارات الوزارة .
- وضع نظام لقياس الأداء المؤسسي وفق المعايير والمؤشرات المطلوبة واقتراح التوصيات التي تؤدي إلى الارتقاء بمستوى الأداء .
- توفير وتحليل الإحصائيات الخاصة بالوزارة بالتنسيق مع الإدارات .
- اقتراح مشروع الموازنة السنوية للإدارة.

### الإدارة العامة لأمن السواحل والحدود
تأسست الإدارة في أواسط الخمسينات وكانت تسمى آنذاك (شرطة البحرية) شهدت العديد من التطورات خلال الفترات الماضية، تختص الإدارة في عدة جوانب ابرزها تحقيق الأمن وتوفير الحماية والمراقبة لمنطقة الاختصاص (12 ميل بحري) لسواحل الدولة، اتخاذ كافة الإجراءات اللازمة لمنع العمليات الغير قانونية في حدود المياه الإقليمية ومتابعة مرتكبي تلك المخالفات، مكافحة وضبط أعمال القرصنة البحرية، إلى جانب القيام بعمليات البحث والإنقاذ والمراقبة الأمنية للوسائط البحرية .
تضمن الإدارة العديد من الاقسام من أبرزها:-
(إدارة المنطقة الشمالية، إدارة المنطقة الجنوبية، إدارة المنطقة الغربية، إدارة المنطقة الشرقية، إدارة التدريب، إدارة العمليات، إدارة الخدمات الفنية).
كما تضم الإدارة عدد من المراكز الخارجية من أبرزها (مركز الغارية الساحلي، مركز الرويس البحري، مركز العريش الساحلي، مركز عشيرج البحري، مركز لفان البحري، مركز الخور البحري، مركز الوكرة البحري، مركز أمسيعيد البحري).

### إدارة الادلة والمعلومات الجنائية
انشئـت إدارة الأدلـة والمعلـومات الجنائية بموجب القرار الوزاري رقم (3) لسنـة 1991م الصادر في (19\5\1991)م، وحددت اختصاصاتها وهيكلهـا التنظيمي ثم عُـدلت بالقـرار الوزاري رقـم (4) لعــام (2009)م. تقدم الإدارة العديد من الخدمات للجمهور تشمل على (إصدار شهادات حسن السيرة والسلوك، خدمة البصمات، إصدار تصريح نقل الجثمان إلى الخارج، جناح الاثر).
من ابرز اختصاصات الإدارة:-
- حفظ البصمات وتصنيفها ومعاينة أماكن الحوادث ورفع ما قد يوجد بها من آثار مادية للبصمات بالوسائل التقليدية والكيميائية للاستفادة منها في أعمال المقارنة وإثبات الشخصية عن طريق الإظهار الكيميائي للبصمات، وذلك بغرض كشف الجرائم وضبط مرتكبيها وغيره، والقيام بالأعمال الفنية الأخرى...
- تسجيل السوابق لكل من يصدر بحقه حكم قضائي، وإضافة الأحكام لمن سبق فتح ملف له وإصدار صحيفة الحالة الجنائية وغيرها من الشهادات المتعلقة بذلك للمواطنين والمقيمين، والتدقيق الأمني وغيره من الأعمال المساعدة.
- توثيق المعلومات الجنائية آلياً، وتزويد جهات البحث والاستدلال والتحقيق بالمعلومات المطلوبة بغرض الكشف عن الجرائم وضبط مرتكبيها، وإعداد الإحصائيات الجنائية بالتنسيق مع الإدارات المعنية ورفعها إلى الجهات المختصة عند الطلب...
- تلقي صحف الإبعاد التي ترد من دول مجلس التعاون لدول الخليج العربية عن طريق (إدارة الاتصال للشرطة العربية والدولية) وتلقي التعاميم العربية والدولية ضد الأشخاص المطلوبين دولياً...
- استخدام كلاب الشرطة في أعمال التعرف على الجناة وكشف المخدرات والمتفجرات، وغيرها من المهام الأخرى...
- الانتقال إلى أماكن الحوادث (مــسرح الجريمـة) للتصوير الفوتوغرافي أو التلفزيوني للحوادث الجنائية حسب البلاغات الواردة من الإدارات الأمنية المختصة، والقيام بتحميض الأفلام وطباعة الصور لكافة الجهات التابعة لوزارة الداخلية، وحفظ الأفلام وأرشفتها وتسجيلها وتصنيفها وفحص أشرطة الفيديو وأقراص الكمبيوتر المشتبه فيها، وتفريغ الأشرطة الصوتية والصور، ومقارنة الأصوات وعمل الدوائر الميكروفونية المغلقة، وغيرها من الأعمال المساعدة...
- القيام بأعمال الرسم الهندسي لمسرح الجريمة، بالتنسيق مع الجهات الأخرى..

### اللجنة الدائمة لمنفذ أبو سمرة

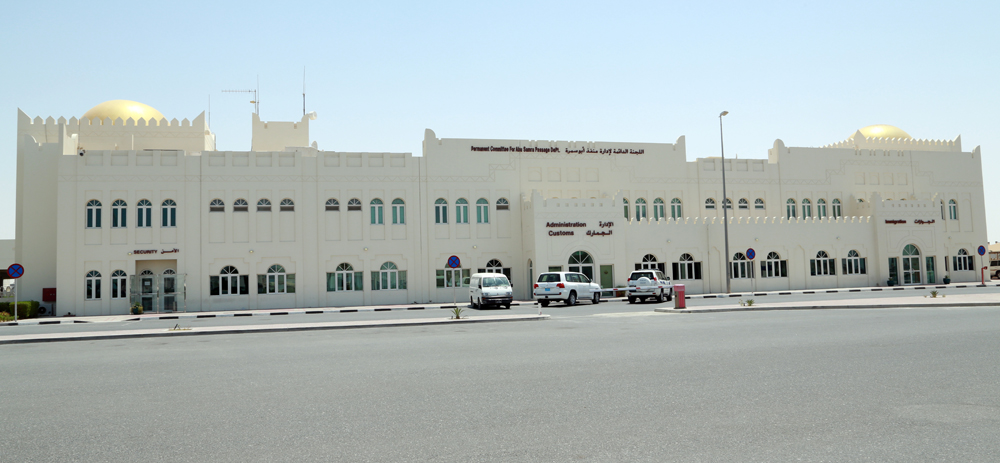
اللجنة الدائمة لمنفذ أبو سمرة

يعتبر منفذ أبوسمرة الحدودي المنفذ البري الرئيسي لدولة قطر ويقع في الحدود الغربية الجنوبية للدولة على بعُد حوالي (110) كيلو متر من مدينة الدوحة. ونظراً لأهميته الحيوية في تنقل الأشخاص وحركة البضائع فقد تم إنشاء لجنة إدارية برئاسة ممثل وزارة الداخلية وتضم في عضويتها العديد من الجهات الأخرى في الدولة.
وجاء تشكيل اللجنة الدائمة لإدارة منفذ أبوسمرة بموجب قرار مجلس الوزراء رقم [3] لسنة 2003م ونص القرار على ان تتبع اللجنة لوزارة الداخلية وتضم في عضويتها ممثلين [ الهيئة الوطنية للصحة، وزارة الشؤون البلدية والزراعة، المجلس الأعلى للبيئة والمحميات الطبيعة، الهيئة العامة للجمارك والموانئ ] إضافة لممثلين لبعض الجهات الأمنية .
وشهد منفذ أبوسمرة الحدودي تطوراً ملحوظا مواكبة للطفرة الاقتصادية التي تشهدها بلادنا في جميع المجالات سواء في المرافق أو آليات العمل وتحديثها لتواكب الحركة العمرانية والنهضة التي تشهدها الدولة.
تختص اللجنة الدائمة لادارة منفذ ابوسمرة بالعديد من المهام تتمثل في الاتي:
- متابعة سير العمل في المنفذ وإحكام الرقابة على الأداء من خلال التنسيق مع كافة الجهات الممثلة في المنفذ.
- العمل على تحسين الخدمة المقدمة للجمهور من خلال المتابعة المستمرة والعمل على تذليل كافة الصعوبات والمعوقات التي تعترض حسن سير الأداء .
- القيام بكافة النواحي الإدارية والتنظيمية بما في ذلك الإشراف على العاملين وتحفيزهم ومحاسبتهم بالتنسيق مع الجهات التي ينتسبون إليها.

### الأدارة العامة لمكافحة المخدرات
تم تأسيس مكتب مختص بمكافحة المخدرات في عام (1977)م، وكان يتبع للمكتب المركزي الوطني للإنتربول التابع لإدارة المباحث الجنائية وكان يطلق عليه (مكتب الانتربول والمخدرات) ثم تطور إلى فرع مكافحة المخدرات والمسكرات في بداية الثمانينات بقسم التحقيقات الجنائية (سابقاً)، وفي إطار التحديثات والتطوير الذي شهدته إدارات وزارة الداخلية تم تحويل فرع مكافحة المخدرات إلى جهاز مستقل بذاته وهو إدارة مكافحة المخدرات، وذلك في السادس والعشرون من يناير 1991م بموجب القرار الوزاري في هذا الخصوص.
تختص الأدارة العامة لمكافحة المخدرات بمكافحة وضبط جرائم المخدرات في الدولة بشتى صورها، بجانب دراسة أحدث أساليب المكافحة والتنسيق مع مختلف الجهات المعنية بمكافحة المخدرات ..
- مكافحة جرائم المخدرات بشتى صورها من تهريب واتجار وحيازة وتعاطي، وذلك بالتعاون والتنسيق مع الجهات المختصة المحلية والدولية
- مراقبة النشاط المشروع لاستيراد وتخزين ونقل المواد المخدرة بالتعاون والتنسيق مع وزارة الصحة العامة .
- مراقبة ذوى الأسبقيات في مجال الاتجار بالمخدرات وتهريبها وتعاطيها أو حيازتها والقبض عليهم
- مكافحة وضبط جرائم التهريب عبر الحدود عن طريق الموانئ الجوية والبحرية والمنافذ البرية بالتنسيق مع الجهات المعنية.
- مكافحة وضبط زراعة النباتات المخدرة أو ترويجها داخل البلاد.
- دراسة أحدث أساليب المكافحة الدولية وتطبيق ما يتلاءم منها مع طبيعة أعمال مكافحة المخدرات داخل البلاد .
- التعاون مع وزارة الهيئة الوطنية للصحة في شأن تحويل المدمنين وطالبي العلاج إليها.
- إجراء الدراسات والبحوث العلمية لمعرفة الأسباب والعوامل المؤدية لتعاطي المخدرات .
- توجيه وتنسيق التحريات وتكثيف جهودها في كافة أنحاء الدولة لمراقبة المجرمين الخطرين من مهربي المخدرات والمتاجرين فيها ومروجيها.
- التنسيق على المستوى الإقليمي والدولي لمكافحة التهريب والاتجار في المخدرات ذات الصبغة الدولية والاتصال بالهيئات العربية والدولية بغرض زيادة الفاعلية في مجال مكافحة هذه الظاهرة الخطيرة.[7]

### إدارة الجنسية ووثائق السفر
تعتبر إدارة الجنسية ووثائق السفر إدارة ذات طبيعة إجرائية حيث تتولى كافة الشؤون المتعلقة بمسائل الجنسية القطرية وجوازات وبطاقات المواطنين داخل البلاد وخارجها عن طريق السفارات والقنصليات ويرتكز عملها على القوانين واللوائح المنظمة لمجال اختصاصها كالقانون رقم (38) لسنة 2005م بشأن الجنسية القطرية، والقانون رقم (37) لسنة 2005م بتعديل بعض أحكام المرسوم بقانون رقم (5) لسنة 1965م بشأن البطاقات الشخصية، والمرسوم بقانون رقم (14) لسنة 1993م بشأن جوازات السفر .
وقد شهدت السنوات القليلة الماضية تطورا كبيرا وهائلا في مجال إصدار المستندات والوثائق إذ تغّير نمط العمل في الإدارة من يدوي إلى الكتروني مما ساهم في تغيير شكل ومحتوى المستندات (الجوازات، البطاقة الشخصية، وثيقة السفر).
في الوقت الذي شهد مبنى الإدارة وأقسامها الخارجية تحديثا مماثلا ليتوأم مع متطلبات التطور والحداثة. وتسعى الإدارة بخطى حثيثة لمواكبة التطور وتقديم أفضل الخدمات وأيسرها اختصارا للوقت وتبسيطا للإجراءات تمشيا مع النهضة الشاملة التي تشهدها البلاد.
تختص إدارة الجنسية ووثائق السفر بالعديد من المهام المتعلقة بتنفيذ الاحكام الخاصة بقانون الجنسية والجوازات والبطاقات القطرية .. وان جميع هذه الخدمات التي تقدمها الإدارة تتم مباشرة للجمهور بمقرها الرئيسي أو من خلال المراكز الخارجية التابعة لها في جميع مناطق الدولة . بالإضافة إلى توفر جميع النماذج الخاصة بهذه الاجراءات على موقع الإدارة بشبكة الإنترنت.
تقـدم الإدارة للجمهـور (مـواطنين- مـواطني دول مجلـس التعـاون) خدماتـها في مقـر الإدارة الرئيسي بالغـرافـة بالإضافـة إلى مـراكـز الخـدمات المنتشرة في شتى مناطق الدولة ..
1. الجواز القطري
2. البطاقة الشخصية القطرية للمواطنين القطريين
3. المستندات المطلوبة لمواطني مجلس التعاون الخليجي

### إدارة الشرطة المجتمعية
الشرطة المجتمعية هي جهاز شرطي يسعى للتواصل والتفاعل مع مختلف عناصر المجتمع وفعالياته ترسيخاً لمفهوم الشراكة بين رجال الشرطة وفئات المجتمع المختلفة، وحل المشاكل من خلال هذه المشاركة البناءة والسعي لتحقيق الأمن الاجتماعي والحد من الجريمة ومواجهتها من خلال البرامج التوعوية والتثقيفية.
كما تهدف إلى العمل على احترام القوانين واللوائح المعمول بها في البلاد وترسيخ مبادئ حقوق الإنسان وتنمية مفهوم الشرطة المجتمعية في جهاز الشرطة وتطوير العمل الاجتماعي والإنساني وتحسين العلاقة بين الشرطة والمجتمع. كما تعمل على تثبيت ودعم قيم المجتمع الايجابية ومحاربة العادات والسلوكيات الضارة وتحسين الصورة الذهنية للشرطة لدى أفراد المجتمع وتنمية الحس الأمني وخلق ثقافة أمنية لدى أفراد المجتمع.
وتنبع رؤية الشرطة المجتمعية في قطر إلى أن تكون دولة قطر مجتمعاً آمناً ومستقراً، قوامه وركائزه القيم الدينية والأخلاقية والعادات والتقاليد الموروثة، في مناخ من الشراكة الفاعلة بين الشرطة وجميع أفراد المجتمع ومؤسساته. كما تقوم رسالتها على دعم وتعزيز الشراكة المجتمعية بين الشرطة والمجتمع، من أجل مجتمع آمن تسوده الرفاهية والاستقرار. وشعار هذه الرسالة: (الشـراكة طريقنا لـمجتمع آمــن).
تسعى هذه الإستراتيجية نحو تحقيق الأهداف التالية:
- العمل على احترام القوانين واللوائح المعمول بها في البلاد وترسيخ مبادئ حقوق الإنسان.
- العمل على احترام القوانين واللوائح المعمول بها في البلاد وترسيخ مبادئ حقوق الإنسان.
- تنمية مفهوم الشرطة المجتمعية لدى العاملين في جهاز الشرطة وأفراد المجتمع ومؤسساته.
- تثبيت ودعم قيم المجتمع الإيجابية، ومحاربة العادات والسلوكيات الضارة فيه.
- تحسين الصورة الذهنية للشرطة لدى أفراد المجتمع من اجل الوصول إلى أعلى درجات الثقة بينهما.
- تنمية روح التعاون والمسئولية المشتركة وزيادة التقارب بين رجال الأمن وأفراد المجتمع.
- تنمية الحس الأمني وخلق ثقافة أمنية لدى أفراد المجتمع من خلال توظيف واستثمار الطاقات والقدرات المتاحة في المجتمع.
- معالجـــة المشكلات والخلافات الأمنية البسيطة التي يمكن حلها بالطرق الودية التي يسمح القانون بها.
- تعزيز الجهود المبذولة في مجال مكافحة الجريمة والوقاية منها، وذلك بإشراك أفراد المجتمع في الإبلاغ عن السلوكيات الخاطئة والمخالفات الأمنية.
- تأسيس قاعـدة بيانـات شـاملة، لمتابعة ودراسـة وتحليل الظواهر والمستجدات الأمنية في المجتمع.
- تمكين الأسرة والمؤسسات العامة والخاصة والمجتمع المدني من دورهم الوقائي من الجريمة والحد من انتشارها.
- المساهمة في تطوير آليات العمل التطوعي وأصدقاء الشرطة في المجتمع ودعم أعمال مجالس الشرطة لخدمة المناطق.
- تقديم النصح والإرشاد وتهدئة روع ضحايا العنف الأسري، وتهيئتهم للحياة الطبيعية والاندماج في المجتمع.[8]

## معلومات تخصصية

### موقع وزارة الداخلية على الإنترنت
يعود إنشاء أول موقع لوزارة الداخلية إلى شهر مارس عام 2002م، ويعتبر موقع وزارة الداخلية من المواقع ذات التنوع الشامل، حيث يعتبر المحتوى تفاعلي مع الجمهور كونه مصدرا رئيسيا للمعلومات والخدمات وتستفيد منه شريحة كبيرة من المجتمع ، كما يعد الموقع الأبرز والأكبر لوزارة قطرية، كما يشتمل على العديد من الخدمات الإلكترونية التي توفر على المستخدم الوقت والجهد من خلال إجراءات معاملاته إلكترونياً .

#### أهداف موقع الوزارة الإلكتروني
وزارة الداخلية حددت أهدافها بصورة واضحة من إنشاء موقعها على شبكة الإنترنت من خلال إستراتيجية تقوم على الاستفادة مما وفرته التكنولوجيا الحديثة خصوصا بعد الانتشار الواسع للانترنت, وتتمثل تلك الأهداف في الآتي:
1. إبراز الأنشطة والفعاليات التي تقوم بها وزارة الداخلية في مجال تحقيق الأمن والاستقرار الذي هو أساس التنمية الشاملة في البلاد.
2. تيسير وتسهيل الخدمات المقدمة للجمهور داخليا وخارجيا لانجاز معاملاته والحصول عليها من خلال موقع وزارة الداخلية.
3. تدعيم العلاقة الإيجابية التي تربط بين الشرطة والجمهور باعتبار أن الأمن مسئولية مشتركة ومطلب يسعى إليه الجمهور وتنشده الشرطة من خلال التواصل السريع والفعال بين وزارة الداخلية والجمهور.
4. تحقيق التفاعل والمشاركة للجمهور ليكون مشاركا برأيه (مرسلا) بدلا من أن يكون مستقبلا فقط وذلك من خلال الوسائط الالكترونية المختلفة (بريد الكتروني، إعلام اجتماعي، روابط تفاعلية).
5. مساعدة الجمهور المتلقي في حماية نفسه وممتلكاته ضد المخاطر التي يمكن أن يتعرض لها من خلال توظيف الإنترنت في بث الرسائل التوعوية التي من شانها تحقيق تلك الغاية.
6. الترويج للخدمات التي تقدمها وزارة الداخلية في مناطق الدولة المختلفة لتوفير عاملي الزمن والمسافة للجمهور.

#### صفحات الوزارة على مواقع التواصل الاجتماعي
دشنـت وزارة الداخليـة صفـحاتهـا التفاعـليـة علـى مواقـع التـواصل الاجتـماعي شملت (فيسبوك، تويتر، يوتويب، انستغرام) لتكون بمثابة نافذة تفاعلية مع الجمهور ليتمكن من خلالها التعرّف على أنشطة وفعاليات الوزارة وإبداء رأيه على تلك الصفحات. وتأتي هذه الخطوة بعد دراسة مستفيضة للتطورات المتسارعة في مجال «الويب» وانتشار مواقع التواصل الاجتماعي أو ما بات يعرف بالإعلام الجديد القائم على التفاعل والمشاركة من خلال إفراد مساحات للتواصل مع قطاع واسع من الجمهور.
وتهدف وزارة الداخلية من إنشاء صفحات على مواقع التواصل الاجتماعي إلى مشاركة الجمهور في نشر التوعية الأمنية من خلال ابتكار أساليب، والتعرف على رأي الجمهور في هذا الشأن، وإتاحة الفرصة للجمهور للمشاركة في شتى الخدمات التفاعلية المطروحة في موقع وزارة الداخلية على شبكة الإنترنت.

#### الروابط التفاعلية
انطلاقاً من تعزيز التعاون المشترك بين وزارة الداخلية وفئات المجتمع المختلفة بما يساهم في تطوير آليات المشاركة في تحقيق الأمن والوقوف على آراء الجمهور حول القضايا المطروحة ومدى علاقتها بأمن الفرد والجماعة ، يطرح الموقع من خلال نافذة الروابط التفاعلية بابين للتعرف على لآراء الجمهور حيال القضايا المختلفة ، ويتمثلان في «قضايا للنقاش» و «استطلاع الرأي»، حيث يتناولان قضايا تهم المجتمع بكافة أطيافه ، وذلك بهدف الوقوف على آليات المعالجة المختلفة وتوظيف ما يطرحه الجمهور من آراء وأفكار ومقترحات بناءة من شأنها تحقيق المزيد من الأمن والاستقرار في المجتمع ، إضافة إلى إتاحة الفرصة للجمهور لإبداء رأيه في حرية تامة والتفاعل مع مختلف القضايا التي تهمه ذات العلاقة بوزارة الداخلية والأجهزة التابعة لها إضافة إلى الوقوف على اتجاهات الرأي العام المتعلقة بقضايا النقاش المقترحة والعمل على توظيفها لخدمة المجتمع.

## الأمن في دولة قطر

### مؤشر السلام العالمي
حافظت دولة قطر على ترتيبها الاولي على مستوى الشرق الأوسط وشمال افريقيا في مؤشر السلام العالمي والذي يعده معهد الاقتصاد والسلام، وتصدرت قطر المرتبة الاولي طيلة فترة إصدار التقرير منذ العام (2007) وحتى الآن، حيث جاءت في العام (2009) في المرتبة (16) فيما جاءت في المرتبة (15) في العام (2010)، اما في عام (2011) و (2012) فجاءت في المرتبة (12) عالميا، في حين جاءت في المرتبة الـ (19) في عام (2013)م.
ويعكس هذا الامر حالة الأمن والامان التي يعيشها المجتمع في قطر وهو الامر الذي ينعكس بدوره على المجالات الاقتصادية والاستثمارية المختلفة، حيث يساهم في زيادة تدفق رؤوس الاموال والمستثمرين، كما يصنف قطر ضمن أكثر البلدان أمنا على المستوي العالمي.
جدول يوضح موقف قطر خلال السنوات الخمس الماضية:
| م | السنة | الترتيب على مستوى دول الشرق الأوسط وشمال إفريقيا | الترتيب على المستوى العالمي | معدل التقييم |
| - | ----- | ------------------------------------------------ | --------------------------- | ------------ |
| 1 | 2009م | الأولى                                           | 16                          | 1.392        |
| 2 | 2010م | الأولى                                           | 15                          | 1.394        |
| 3 | 2011م | الأولى                                           | 12                          | 1.398        |
| 4 | 2012م | الأولى                                           | 12                          | 1.395        |
| 5 | 2013م | الأولى                                           | 19                          | 1.48         |

ويعتبر مؤشر السلام العالمي (GPI) أحد المقاييس الرائدة لمستويات حالة السلّم العالمي ويصدر عن معهد الاقتصاد والسلام وهو مؤسسة بحثية عالمية غير ربحية مكرسة للبحوث والدراسات في العلاقة بين الاقتصاد والأعمال والسلم، ويقيس المؤشر أكثر من (24) معيارا كميا وكيفيا يتم استقاؤها من مصادر موثوقة تجمع بين عوامل داخلية وخارجية من بينها:
- عدد الجرائم في المجتمع.
- عدد ضباط الشرطة والأمن.
- عدد القتلى من كل (100) ألف شخص.
- سهولة الحصول على الأسلحة الخفيفة والصغيرة.
- مستوى الصراع الداخلي المنظم.
- احتمال وقوع مظاهرات عنيفة.
- مستوى جرائم العنف.
- عدم الاستقرار السياسي.
- مستوى عدم احترام حقوق الإنسان (نطاق الإرهاب السياسي).
- العلاقات مع البلدان المجاورة.
- عدد القتلى نتيجة الجرائم المنظمة الداخلية.

ويتم ترتيب الدول في المؤشر على مقياس يتكون من (1-5) درجات بحيث تكون الدولة الأكثر استقرارا هي الحاصلة على درجة (1) والدول الأقل استقرارا تحصل على 5 درجات.

### الدوحة عاصمة اللاعنف
فازت العاصمة القطرية الدوحة بجائزة المدينة العربية الأقل عنفاً والأكثر أمناً على مستوى العواصم العربية للعام (2011م) وحصلت على المرتبة الأولى في البرنامج التنافسي الذي طرحته جمعية اللاعنف العربي والذي احتوى على العديد من المعايير والمحاور العلمية التي تهدف إلى تحقيق الحيادية والشفافية بين المدن حيت كان الاختيار على أساس واضح وفقاً لما حددته لجنة التحكيم البحثية والمتخصصة التي تم تشكيلها لهذا الغرض.
وجاء طرح جائزة جمعية اللاعنف العربية ضمن توجهات وأهداف الجمعية في مجال التخفيف من العنف وتشجيع ثقافة اللاعنف على المستوى العربي بتبني مجموعة من الأنشطة لتحقيق الأهداف على ارض الواقع عبر برنامج تنافسي تحت عنوان (جائزة المدينة العربية الأكثر أمناً والأقل عنفا على مستوى العواصم العربية).
يذكر أن جمعية اللاعنف العربية تم تأسيسها وفقا للأصول والقوانين الأردنية من قبل مهتمين بحقوق الإنسان ومقرها العاصمة الأردنية عمان وتهدف إلى نشر ثقافة اللاعنف وتعزيز مبادئها وقيمها، والتعريف بالعهود والمواثيق الدولية ذات الصلة وإبراز التعاليم السماوية بهذا الخصوص فضلاً عن تشجيع سياسة اللاعنف بين الأفراد والمساهمة بالدفاع عن حقوق الإنسان وحرياته المصونة والتأكيد على مفاهيم اللاعنف وتطويرها في ضوء تطور المعارف ونمو الوعي ومعطيات الخبرة العملية والتعاون والتنسيق مع مؤسسات حقوق الإنسان في الأردن والوطن العربي والعالم بما يسهم في تعزيز ثقافة اللاعنف بشكل عام .

### حقوق الإنسان في قطر
أولت دولة قطر اهتماما بحقوق الإنسان من خلال توقيعها على العديد من الاتفاقيات والتشريعات المنظمة لحقوق الإنسان وتعزيزا لحقوق الإنسان، كما أنشأت وزارة الداخلية إدارة مختصة بحقوق الإنسان وهي (إدارة حقوق الإنسان) تتبع للإدارة العامة للشئون القانونية وتعنى الإدارة بتطبيق ما ورد في الدستور من تكريس لمبادئ العدل والإحسان والحرية والمساواة ومكارم الاخلاف، إلى جانب تعزيز حقوق الإنسان في مجالات عمل وزارة الداخلية الرامية لحفظ النظام وحماية ساحة القانون ومكافحة الجريمة، وأداء مختلف الخدمات الإنسانية والاجتماعية للجمهور (مواطنين أو مقيمين) دونما تمييز.
كما انها تأتي في اطار الانسجامًُ مع التحولات الديمقراطية التي شهدتها دولة قطر ومن أبرزها، إنشاء المجلس البلدي المركزي، وإصدار الدستور الدائم، وإطلاق مؤسسات المجتمع المدني، وإنشاء اللجنة الوطنية لحقوق الإنسان .

#### إدارة البحث والمتابعة
سمحت إدارة البحث والمتابعة لممثلي تلك الهيئات والمنظمات الدولية التابعة للأمم المتحدة بزيارة الموقفين لديها للتأكد من حسن المعاملة التي يتلقاها الموقفين لديها ليقفوا بأنفسهم على مدى الرعاية والاهتمام الذي يجدونه والذي ربما لا يتوفر حتى في الدول التي توصف بالأكثر تقدما وتطورا في العالم.

#### نزلاء المؤسسات الإصلاحية والعقابية
ويشمل ابراز مبسط لمختلف الرعاية التي يتلقونها ومنها : (الـرعـايـة الاجتمـاعيـة ، الـرعـايـة الصحيـة ، الـرعـايـة الثقـافيـة ، المشـاغـل الحـرفيـة)

### خدمات متميزة

#### خدمة مطــراش
تعتبر خدمة مطراش (الرسائل القصيرة) أحد أهم الخدمات المقدمة للأفراد والتي من خلالها يتسلم المشترك بها رسائل قصيرة على هاتفة بشان المعاملات والخدمات التي تخصه مثل تاريخ انتهاء رخصة السواقة أو المركبة وتاريخ انتهاء الوثائق الرسمية الخاصة به وكذا الحال بالنسبة للخدمات المتعلقة بالتأشيرات ومن هم على كفالتة .

#### خدمة مطراش
أطلقت وزارة الداخلية خدمة «مطراش 2» والتي تهدف إلى توفير وقت الموطنين والمقيمين إلى الحد الأقصى، حيث سيتمكن مستخدمها من تنفيذ العديد من الخدمات، بحيث يمكن إنجاز معاملة فعلية عن طريق الهاتف النقال ودفع الرسوم المتعلقة بتلك المعاملة وليس فقط التنبيه كما السابق، وهذا هو الفرق الجوهري بين خدمة «مطراش» و«مطراش 2» وخدمة مطراش2 متوفرة على الإبل ستور وبامكان أي شخص يقوم بتنزيلها والاشتراك فيعا إذا مواطنا أو مقيما.

#### خدمة آمر
خـدمة موجهة لكبـار السن وذوي الاحتياجات الخاصة من الـرجال والنساء وذلك لتمكينهم من انجاز معاملاتهم عن طـريق مـوظفين مختصين يقـومون باستقبالهم عند وصـولهم للمـراكز الخـدمية التابعة لإدارة الخـدمات المـوحدة بالإدارة العامة لجـوازات المنافـذ وشئـون الوافدين...

#### خدمة العضيد
يقدم خدمة التواصل بين أفراد المجتمع بكافة شرائحه بهدف الحفاظ على امن المجتمع واستقراره ، ويعمل القائمين على البرنامج على إقامة الفعاليات والمهرجانات التي تدعم الشراكة الحقيقية بين المجتمع والأمن ويتم التواصل بين البرنامج والجمهور من خلال جميع أجهزة الاتصال الحديثة «الهاتف المجاني والبريد الإلكتروني والفاكس والاتصال المباشر» ومن خلال الافراد المتواجدين في المؤسسات والأماكن العامة وذلك من أجل تلقي الملاحظات والأفكار التي يتم عرضها من خلال هذه الخدمة واتخاذ اللازم حيالها .

#### خدمة طوارئ الصم
أطلقت وزارة الداخلية خدمة متميزة وهي «خدمة طوارئ الصم» والتي فازت بدرع التميز الذهبي للخدمات الذكية 2013 مع شهادة البراءة من المنظمة العربية للمسؤولية الاجتماعية، وهي خدمة تعد الأولى من نوعها في الشرق الأوسط ويستفيد منها أكثر من 500 شخصًا من هذه الفئة. وتأتي هذه الخدمة في إطار حرص وزارة الداخلية على الاهتمام بفئة ذوي الاحتياجات الخاصة. وتهدف هذه الخدمة الجديدة إلى تسهيل تواصل هذه الفئة مع قسم خدمة الطوارئ ليتسنى لهم تقديم أي بلاغات دون الاستعانة بمترجم وذلك عن طريق خدمات الجيل الثالث حيث سيكون على الشخص الأصم وضع الهاتف أمامه في حالة الإبلاغ عن أي حادثة أو واقعه ويقوم بشرح البلاغ الذي حدث بلغة الإشارة على أن يقوم أشخاص متخصصون في خدمة طوارئ الصم بالتواصل معهم بلغة الإشارة أيضًا.

### إستراتيجية وزارة الداخلية 2018- 2022
تأتي هذه الاستراتيجية استكمالا لاستراتيجية الوزارة 2011-2016 وتهدف إلى تحقيق متطلبات إستراتيجية قطاع الأمن والسلامة العامة 2018-2022 المنوطة بوزارة الداخلية في إستراتيجية التنمية الوطنية والتي تعد الاداة التنفيذية لتحقق رؤية قطر 2030.
وتتضمن إستراتيجية وزارة الداخلية 2018-2022 رؤية مستقبلية عالية المستوي تركز على كيفية توحيد جهود الوزارة والاستفادة من الامكانيات المادية والبشرية مع الاخذ في الاعتبار احتياجات المجتمع وتحقيق الأمن والاستقرار وتطوير الخدمات التي تحقق طموحات اصحاب المصلحة.
ونجاح هذه الاستراتيجية يتطلب تكاليف وتظافر جهود فات المجتمع من خلال التواصل الدائم وتقدم المقترحات التطوير التي تلبي رغباتهم وتطلعاتهم المستقبلية.
الاهداف 
1. تحقيق الاستقرار الامني وخفض معدلات الجريمة.
2. حماية الارواح والممتلكات وسرعه الاستجابة.
3. حماية المجتمع من المخدرات.
4. تحقيق الأمن والسلامة على الطرق وتخفيض عدد الوفيات الناجمة عن حوادث المرور
5. تطوير منظومة الدرع الأمني الإلكتروني.
6. تنمية مهارات وقدرات العنصر البشري.
7. الاستخدام الامثل للموارد المالية والتقنية.
8. تعزيز العلاقة مع المجتمع.
9. رفع كفاءة تامين سواحل الدولة.
10. حماية وتامين المنشآت الحيوية.

الرؤية 
ريادة وزارة الداخلية اقليما ودوليا.
الرسالة
تحقيق الاستقرار الامني والتميز في الاداء،
الغاية الرئيسية
المساهمة في تامين استضامة كاس 2022.

### الاستراتيجية الوطنية لمكافحة المخدرات لدولة قطر 2010-2015
وافق مجلس الوزراء في اجتماعه العادي الأول لعام 2010م المنعقد بتاريخ 06/01/2010 على مشروع الاستراتيجية الوطنية لمكافحة المخدرات لدولة قطر 2010-2015 وتتولى اللجنة الدائمة لشؤون المخدرات والمسكرات والجهات المعنية بتنفيذ خطة الاستراتيجية وبرامج وإجراءات تنفيذها والعمل على تحقيق أهدافها وذلك بالتنسيق والتعاون بين اللجنة وتلك الجهات.
وأعلن معالي سعادة الشيخ عبد الله بن ناصر بن خليفة آل ثاني رئيس مجلس الوزراء ووزير الداخلية بدء العمل بالاستراتيجية الوطنية لمكافحة المخدرات لدولة قطر التي تمتد من عام 2010 إلى عام 2015.. مشيرا إلى أن هذه الاستراتيجية جاءت في إطار جهود دولة قطر الرامية لمواجهة آفة المخدرات، وتطوير الخطط والبرامج التي من شأنها الحد من دخول المخدرات إلى البلاد.
وقال معاليه إن الاستراتيجية الوطنية لمكافحة المخدرات تتميز بتكامل عناصرها ووضوح أهدافها وبرامجها ورؤيتها في تفعيل دور مؤسسات الدولة المختلفة في التنسيق مع اللجنة الدائمة لشؤون المخدرات والمسكرات، من أجل حماية أفراد المجتمع، وبخاصة فئة الشباب، فهم عماد نهضة الوطن وثروته المتجددة من مخاطر المخدرات، وتأثيراتها على الفرد والمجتمع.
وجاءت الاستراتيجية الوطنية لمكافحة المخدرات تتويجا لجهود سابقة دأبت على القيام بها اللجنة الدائمة لشؤون المخدرات والمسكرات منذ عام 1999، لتتعامل مع مشكلة المخدرات تبعا لتطور المجتمع في المجالات الاقتصادية والسكانية والثقافية وشتى أنماط الحياة الأخرى، مما أدى لتغير الأساليب والطرق والوسائل التي توظف علميا ومنهجيا للتعامل مع خطورة تلك المشكلة ولذلك فإن الاستراتيجية الوطنية لمكافحة المخدرات لدولة قطر تمثل انطلاقة جديدة بما تحتويه من أهداف وخطط استوعبت أبعاد مشكلة المخدرات وأخطارها المتعددة على الفرد والمجتمع.
وأن الاستراتيجية الوطنية لمكافحة المخدرات متكاملة الجوانب في مكافحة المخدرات، فقد استفادت من المبادئ والمفاهيم التي تضمنتها الاستراتيجيات العربية والدولية، إلا إنها تتميز بتكامل عناصرها ووضوح أهدافها ومرونة خطتها وبرامجها، بالإضافة إلى رؤيتها المتمثلة في تفعيل دور كل مؤسسات الدولة والهيئات الأهلية والشبابية في تحمل مسؤوليتها في تكامل وتنسيق مع اللجنة الدائمة لشؤون المخدرات والمسكرات من أجل تحقيق أهداف حماية الأسرة والمجتمع.
وجاءت الاستراتيجية كذلك متماشية مع رؤية قطر الوطنية عام 2030.. حيث أن الركائز الأربعة التي اشتملت عليها الرؤية تستهدف في تكاملها خلق مجتمع قادر على مواجهة التحديات في حاضره ومستقبله، وتأتي ظاهرة المخدرات كتحد سلبي يضعف قدرة الفرد على المشاركة الفعالة لتحقيق تلك الغايات، لذا فإن الاستراتيجية ستعمل على مواجهة تلك المشكلة بشكل علمي مبرمج، مما يسهم مساهمة فعالة في تحقيق أهداف وغايات رؤية قطر الوطنية.

### الاستراتيجية الوطنية للسلامة المرورية في دولة قطر 2013-2022
تحظى السلامة المرورية عناية واهتمام المسئولين في دولة قطر مما دفع مجلس الوزراء الموقر لإصدار قرار رقم 33 لسنة 2010 والذي صدق عليه سمو أمير دولة قطر في الثاني والعشرين من شهر يوليو عام 2010 بإنشاء اللجنة الوطنية للسلامة المرورية برئاسة معالي سعادة رئيس مجلس الوزراء ووزير الداخلية حيث قامت اللجنة بتطوير هذه الاستراتيجية لتعزيز الالتزام بالسلامة المرورية والعمل على الحد من المعاناة الإنسانية التي تسببها حوادث المرور.
وتم يوم الأحـد 13/1/2013 تدشين الاستراتيجيـة الوطنية للسـلامة المرورية في قطر 2013-2022، التي أعدتها اللجنة الوطنية للسلامة المرورية بالتعاون مع هيئة الأشغال العامة وعدد من الجهات. وتهدف الاستراتيجية الوطنية للسلامة المرورية إلى العمل على الحد من ضحايا الحوادث المرورية وتقليل عدد الوفيات الناتجة عن هذه الحوادث سنويا إلى جانب تقليل عدد الإصابات الخطرة التي تنتج عنها في خطوة نحو تحقيق الرؤية القطرية طويلة المدى للسلامة المرورية.
اعتمدت الاستراتيجية الوطنية للسلامة المرورية على أساس رؤية دولة قطر 2030 واستراتيجية التنمية الوطنية 2011-2016 بهدف الحد من الحوادث المرورية وتقليل الوفيات الناتجة عن هذه الحوادث، وشارك في إعدادها عدة جهات من الدولة وأن انطلاق الاستراتيجية هو الخطوة الأولى نحو تحقيق أهدافها من رفع مستوى السلامة المرورية في الشوارع والطرق للوصول للنتيجة المرجوة وهى تخفيض عدد الحوادث المرورية مما يترتب عليه تخفيض عدد الوفيات والإصابات البليغة.
وتعتبر الاستراتيجية الوطنية للسلامة المرورية بأنها خارطة طريق لنظام نقل برى آمن يعمل على حماية جميع مستخدمي الطريق من الوفاة والإصابات الخطيرة وأن الاستراتيجية توفر أكثر من 220 خطة عمل للسلامة المرورية تقوم بتنفيذها الجهات المعنية بهذا الأمر .
وصممت الاستراتيجية استنادا إلى تدقيق شامل لكافة الموضوعات المتعلقة بالسلامة على الطرق في قطر، وبالتعاون مع كافة الجهات المعنية ، كما أخذت في الاعتبار أفضل الممارسات العالمية، التي تم تطويرها لتناسب ظروف دولة قطر، حيث تم الاستعانة بمكتب استشاري دولي AECOM ، بحيث أصبحت هذه الاستراتيجية تمثل أساساً قوياً ترتكز عليه كافة الإجراءات التي سيتم اتخاذها لتحقيق السلامة المرورية في قطر.

## مؤتمرات وفعاليات
مؤتمر الامم المتحدة لمنع الجريمة والعدالة الجنائية:-
تستضيف الدوحة خلال الفترة من 12-19 أبريل عام 2015، المؤتمر الثالث للأمم المتحدة لمنع الجريمة والعدالة الجنائية، ويهدف المؤتمر إلى مناقشة إدماج منع الجريمة والعدالة الجنائية في جدول أعمال الأمم المتحدة الأوسع من اجل التصدي للتحديات الاجتماعية والاقتصادية وتعزيز سيادة القانون على الصعيدين الوطني والدولي، ومشاركة الجمهور.
وقد تم تحديد الموضوع العام وبنود جدول الأعمال والموضوعات لورش العمل للمؤتمر الثالث عشر من قبل الجمعية العامة للأمم المتحدة في قرارها 67/184 كما انها قامت بالأعمال التحضيرية للمؤتمر الثالث عشر من خلال قراراتها 65/230 و 66/179، ويتوفر مزيد من المعلومات حولها في التقرير الأخير للأمين العام عن الأعمال التحضيرية للمؤتمر الثالث عشر، وقد تم مراجعة مشروع دليل المناقشة للاجتماعات الإقليمية التحضيرية للمؤتمر الثالث عشر من قبل لجنة منع الجريمة والعدالة الجنائية حيث يجري وضع اللمسات الاخير عليه أخذا بعين الاعتبار توصيات اللجنة بالإضافة إلى تعليقات إضافية وردود الفعل من الدول الاعضاء.
ويرجع منشأ مؤتمرات الأمم المتحدة لمنع الجريمة والعدالة الجنائية إلى المؤتمرات الدولية لإصلاح المجرمين التي كانت تنظمها اللجنة الدولية للعقوبة والإصلاح منذ القرن التاسع عشر ، وقد أذنت الجمعية العامة للأمم المتحدة في قرارها رقم 415 (د- 5) بنقل مهام اللجنة الدولية للعقوبة والإصلاح إلى الأمم المتحدة، وأقرت المبادرة التي دعت إلى عقد مؤتمر عالمي كل خمس سنوات، بهدف تهيئة ملتقى لمقرري السياسات والإداريين والأكاديميين وغيرهم من الاختصاصيين الفنيين في هذا المجال لمناقشة موضوعات تحظى بالأهمية والاولوية ، وأعطت تلك الملتقيات الحكومية الدولية دفعة للأعمال المضطلع بها في ميدان العدالة الجنائية، وتزايد ما وّلدته من اهتمام تزايدا كبيرا بمرور الزمن.
وتهدف مؤتمرات منع الجريمة والعدالة الجنائية التي تعقد كل خمس سنوات إلى تبادل الآراء بين الدول والمنظمات الحكومية الدولية وغير الحكومية، والخبراء الأفراد الذين يمثلون مهنا وتخصصات شتى ، إضافة إلى تبادل الخبرات في مجال البحوث وتطوير القوانين والسياسات واستبانة الاتجاهات والمسائل التي تنشأ في مجال منع الجريمة والعدالة الجنائية فضلاً عن تزويد لجنة منع الجريمة والعدالة الجنائية بالمنشورات والتعليقات بشأن المسائل يتم مناقشتها في المؤتمرات وتقديم مقترحات لموضوعات أخرى يمكن إدراجها في برنامج العمل في المؤتمرات اللاحقة.

### ميليبول قطر
يعتبر معرض الأمن والسلامة ((ميليبول قطر)) من أهم المعارض التي تكون ملتقى هاماً للشركات المنتجة للأجهزة والمعدات الأمنية على مستوى العالم عامة والشرق الأوسط بشكل خاص منذ انطلاقه في عام 1996م حيث جاء «ميليبول قطر» تلبية للحاجة لإقامة معرض متخصص يستهدف احتياجات سوق الشرق الأوسط من هذه المعدات والتقنيات الأمنية المتقدمة...
وعلى مدى السنوات الماضية، شهد معرض «ميليبول قطر» نمواً مطرداً، واصبح المعرض حالياً مكاناً رئيسياً يجتمع فيه مزودو المنتجات والخدمات الأمنية مع المشترين ومستشاري الحكومات من منطقة الخليج وبقية منطقة الشرق الأوسط وشمال افريقيا وآسيا.. كما يمثل هذا الحدث فرصة مهنية إقليمية للإطلاع على أحدث التطورات التكنولوجيا في مجال أمن الدولة الداخلي..
تعتبر صناعة المعارض من المجالات السياحية الهامة المطروقة حديثاً حيث أصبحت من ابرز السمات المواكبة لخطى التنمية والتطور في جميع البلدان وتبذل الدول والمنظمات الدولية جهوداً مضاعفة من أجل تنظيم واستضافة المؤتمرات والملتقيات والمعارض المتخصصة الأمر الذي يساهم في عكس مستوى التنمية والإمكانيات التي تتمتع بها الدولة..
لذا جاء حرص وزارة الداخلية على استضافة وتنظيم معرض ميليبول قطر كل عامين بالتناوب مع معرض ميليبول باريس وذلك لتحقيق جملة من الاهداف نذكر منها:
1. مواكبة المستجدات في مجال إنتاج المعدات والأجهزة الأمنية التي من شأنها تلبية حاجة الجهات الأمنية والمؤسسات المختلفة في مجال الأمن الداخلي..
2. يعتبر الأمن الداخلي خصوصاً فيما يتعلق بنواحي السلامة المختلفة أحد ابرز المطالب لكافة الدول والشعوب لتحقيق التنمية المنشودة
3. الاستفادة من موقع دولة قطر الجغرافي في منطقة الشرق الأوسط الاستراتيجية باعتبارها ملتقى مشتركاً لدول المنطقة..
4. إبراز الإمكانيات والمقدرات التنظيمية التي تتمتع بها البلاد حيث نجحت في تنظيم واستضافة العديد من المؤتمرات والمعارض الدولية..
5. عرض احدث التقنيات الأمنية «الجديدة» لاستقطاب اهتمام الوفود الأمنية الزائرة من مختلف الدول..
6. تخصيص أجنحة لتقنيات أمن المنشآت النفطية والمصانع، مدعما بأحدث التكنولوجيات في هذا المجال..
7. تخصيص أجنحة خاصة باحدث الابتكارات الخاصة بأنظمة الدفاع عن المنشآت مما يمكن تلك الدول من الحضور والمشاركة بفاعلية..
8. توظيف مناسبة اقامة معرض ميليبول قطر في الدوحة في اقامة الندوات الامنية المتخصصة والمؤتمرات الشرطية على المستويين العالمي والإقليمي بهدف تبادل الافكار وتقديم الرؤى العلمية الحديثة من خلال اوراق العمل والبحوث الامنية المتخصصة .